# Leucosticte atrata
Leucosticte atrata là một loài chim trong họ Fringillidae.